# Melicope lunu-ankenda
Espèce
Synonymes
- Euodia arborea Elmer[1]
- Euodia concinna Ridl.[1]
- Euodia lucida (Miq.) Miq.[1]
- Euodia marambong (Miq.) Miq.[1]
- Euodia obtusifolia Ridl.[1]
- Euodia punctata Merr.[1]
- Euodia roxburghiana (Cham.) Benth.[1] [2]
- Evodia lunu-ankenda (Gaertn.) Merr.[1]
- Fagara lunu-ankenda Gaertn.[1] [2]
- Zanthoxylum aromaticum (Blume) Miq.[1]
- Zanthoxylum lucidum Miq.[1]
- Zanthoxylum marambong Miq.[1]
- Zanthoxylum roxburghianum Cham.[1] [2]

Statut de conservation UICN

 LC  : Préoccupation mineure
Melicope lunu-ankenda est une espèce de plantes de la famille des Rutaceae.

## Publication originale
- Sandakania 4: 61. 1994.